# Rijksbeschermd gezicht Zutphen - Coehoornsingel-Deventerweg
Gezicht Zutphen - Coehoornsingel-Deventerweg is een van rijkswege beschermd stadsgezicht in Zutphen in de Nederlandse provincie Gelderland. De procedure voor aanwijzing werd gestart op 18 juni 2004. Het gebied werd op 15 september 2011 definitief aangewezen. Het beschermd gezicht beslaat een oppervlakte van 22 hectare.
Panden die binnen een beschermd gezicht vallen krijgen niet automatisch de status van beschermd monument. Wel zal de gemeente het bestemmingsplan aanpassen om nieuwe ontwikkelingen in het gebied te reguleren. De gezichtsbescherming richt zich op de stedenbouwkundige en cultuurhistorische waardering van een gebied en wil het toekomstig functioneren daarvan veiligstellen.